# 西駒野村
西駒野村（にしこまのむら）は、かつて岐阜県海津郡に存在した村である。
現在の海津市南濃町駒野に該当する。下石津郡の村であったが、郡制による郡の合併により、海津郡の村となっている。
明治初期、駒野村から西駒野村に改称しているが、これは明治初期、石津郡（下石津郡）に東駒野村が発足したため、区別するためである。

## 歴史
- 1873年（明治6年） - 駒野村は西駒野村に改称する。
- 1878年（明治11年） - 石津郡は上石津郡と下石津郡に分割され、西駒野村は下石津郡となる。
- 1889年（明治22年）7月1日 - 町村制により、西駒野村発足。
- 1897年（明治30年）4月1日[3] - 郡制に基づき、下石津郡、海西郡と安八郡の一部が合併し、海津郡になる。西駒野村は海津郡の村となる。
- 1897年（明治30年）4月1日 - 徳田村、徳田新田、庭田村、奥条村、羽沢村、山崎村、上野河戸村と合併し、城山村発足。同日西駒野村は廃止。